# Драгшина (Тимиш)
Драгшина (рум. Dragșina) насеље је у Румунији у округу Тимиш у општини Кеверешу Маре. Oпштина се налази на надморској висини од 93 m.

## Прошлост
По "Румунској енциклпедији" место се помиње 1442. године. На левој страни реке Тамиша сачувани су остаци средњовековне тврђаве. Ту су се око 1700. године преселили становници села Драгшинешти (Драгомирешти) из округа Крашов. Године 1835. дошле су и населиле се мађарске породице из Братиславе, Сегедина и Новог Сада.
Аустријски царски ревизор Ерлер је 1774. године констатовао да место "Драксина" припада Тамишком округу, Чаковачког дистрикта. Становништво је било претежно влашко. Када је 1797. године пописан православни клир ту су два свештеника службовала. Пароси, поп Петар Јовановић (рукоп. 1779) и поп Паун Поповић (1790) иако имају типична српска имена и презимена - знали су само румунски језик.

## Становништво
Према подацима из 2002. године у насељу је живело 505 становника.

### Попис2002.
| Расподела становништва по националности 2002.‍ | Расподела становништва по националности 2002.‍ | Расподела становништва по националности 2002.‍ | Расподела становништва по националности 2002.‍ | Расподела становништва по националности 2002.‍ |
| --------------------------------------------- | --------------------------------------------- | --------------------------------------------- | --------------------------------------------- | --------------------------------------------- |
|                                               |                                               |                                               |                                               |                                               |
| Румуни                                        | Румуни                                        |                                               | 268                                           | 53,2%                                         |
| Мађари                                        | Мађари                                        |                                               | 194                                           | 38,5%                                         |
| Роми                                          | Роми                                          |                                               | 37                                            | 7,3%                                          |
| Украјинци                                     | Украјинци                                     |                                               | 5                                             | 1,0%                                          |